# Culloden (Schotland)
Culloden (Schots-Gaelisch: Cùl lodain: achterkant kleine vijver) is de naam voor een verzameling dorpen 5 kilometer ten oosten van Inverness in Schotland. Culloden bestaat uit Culloden (dorpskern), Balloch, Smithton en Westhill.
Culloden waren oorspronkelijk enkele landhuizen die hoorden bij Culloden House. Na verloop van tijd zijn daar huizen bij gekomen.
Vijf kilometer ten zuiden van Culloden ligt Drummossie Moor ook wel Culloden Moor genoemd waar de Slag bij Culloden heeft plaatsgevonden.